# Yuedong
Yuedong (kinesiska: 月垌, 月垌乡) är en socken i Kina. Den ligger i den autonoma regionen Guangxi, i den södra delen av landet, omkring 220 kilometer öster om regionhuvudstaden Nanning.
Genomsnittlig årsnederbörd är 2 340 millimeter. Den regnigaste månaden är augusti, med i genomsnitt 371 mm nederbörd, och den torraste är januari, med 31 mm nederbörd.